# 诸葛颐
诸葛颐（284年前—326年后？），字道回，琅邪阳都人，诸葛靓的儿子，诸葛恢的哥哥。
诸葛颐也得到晋元帝的器重，最终官至太常。咸和元年（326年），建平国夫人郑阿春去世，郑阿春的儿子司马昱当时是琅邪王，所穿丧服超过了制度。有关部门认为司马昱已过继出去，为所生母所穿丧服应该降等，而琅邪国的臣子不能纠正，上奏请求免除琅邪国相诸葛颐的官职。